# Rata doméstica

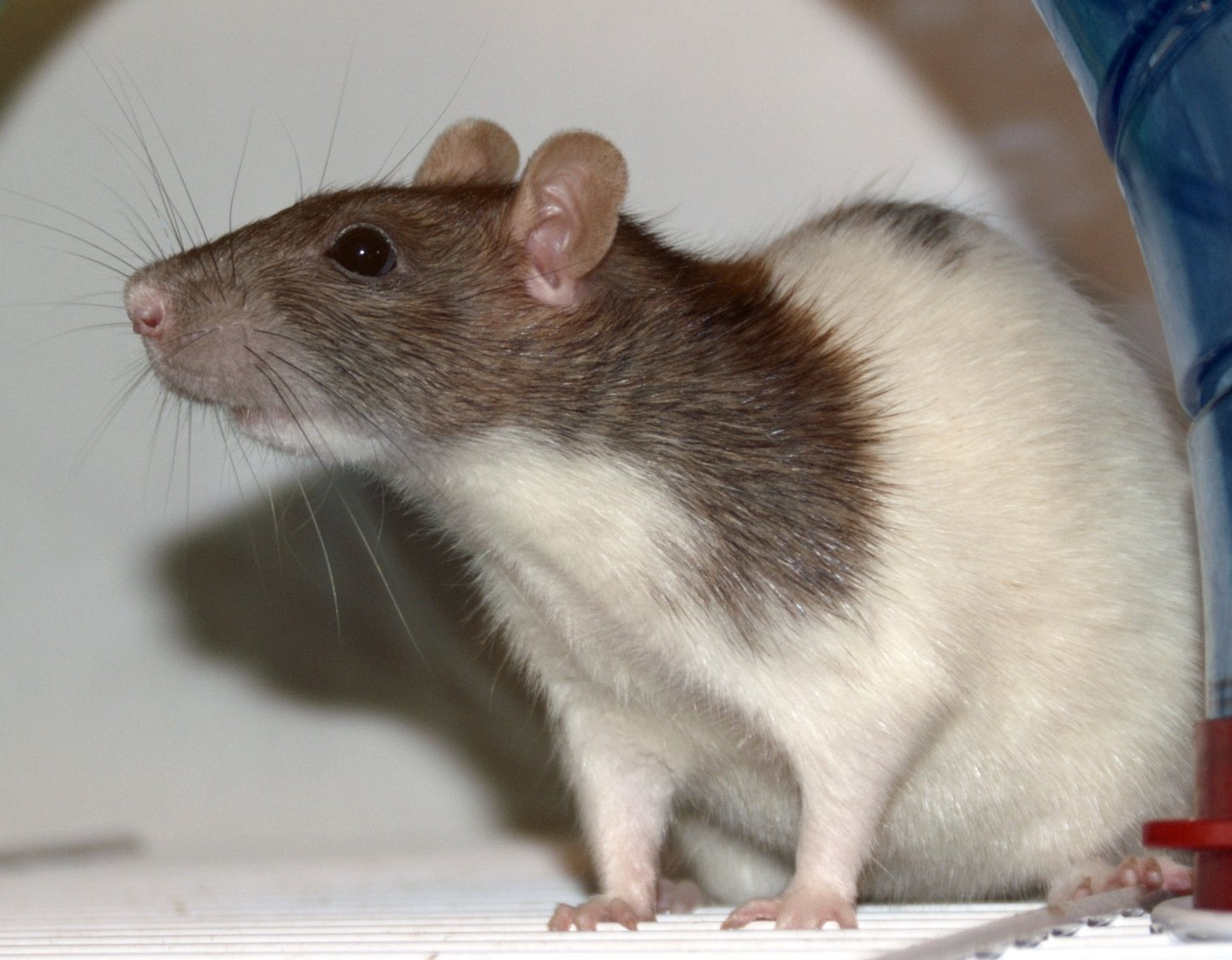
Rata encapuchada color agutí.

Una rata doméstica es una rata parda (Rattus norvegicus) domesticada, que se cría como mascota.
Las ratas tienen sus orígenes en las utilizadas en un deporte de lucha de animales que se practicaba en Europa en los siglos XVIII y XIX. Desde entonces han sido especialmente criadas como mascotas, llegando a abarcar una gran variedad de colores y tipos de pelaje. Hoy en día las ratas de compañía son criadas por grupos de entusiastas alrededor del mundo, pero muchas son abandonadas, como otros animales domésticos. Para incluir estos animales en la familia, lo mejor es acudir a una protectora especializada en ellos. 
Las ratas domésticas son fisiológicamente y psicológicamente algo diferentes de sus parientes salvajes, y si están bien alimentadas, desparasitadas y visitan con regularidad un veterinario especialista en animales exóticos, no poseen un riesgo para la salud mayor que otras mascotas comunes. Las ratas pardas domésticas no son consideradas una amenaza, a diferencia de las ratas salvajes que pueden introducir en el hogar patógenos como la salmonela. Las ratas de compañía se exponen a riesgos de salud diferentes que las ratas salvajes, por lo que tienen menores posibilidades de contraer muchas de las enfermedades comunes en ratas salvajes.
Las ratas domésticas son una elección perfecta para personas tranquilas que gusten de la compañía, pero a pesar de los mitos que hay con los pequeños animales, sus cuidados no son económicos. Se precisan jaulas muy espaciosas y decenas de accesorios en ellas para mantenerlas estimuladas psicológicamente, dada su alta inteligencia. Las ratas son animales gregarios y sociales, por lo que siempre han de vivir acompañadas de otras ratas, de su mismo sexo para evitar la cría. Además, las ratas domésticas pueden pasar tiempo solas, son muy leales y fácilmente entrenables, ya que disfrutan de los juegos de inteligencia y las motivaciones.

## Historia

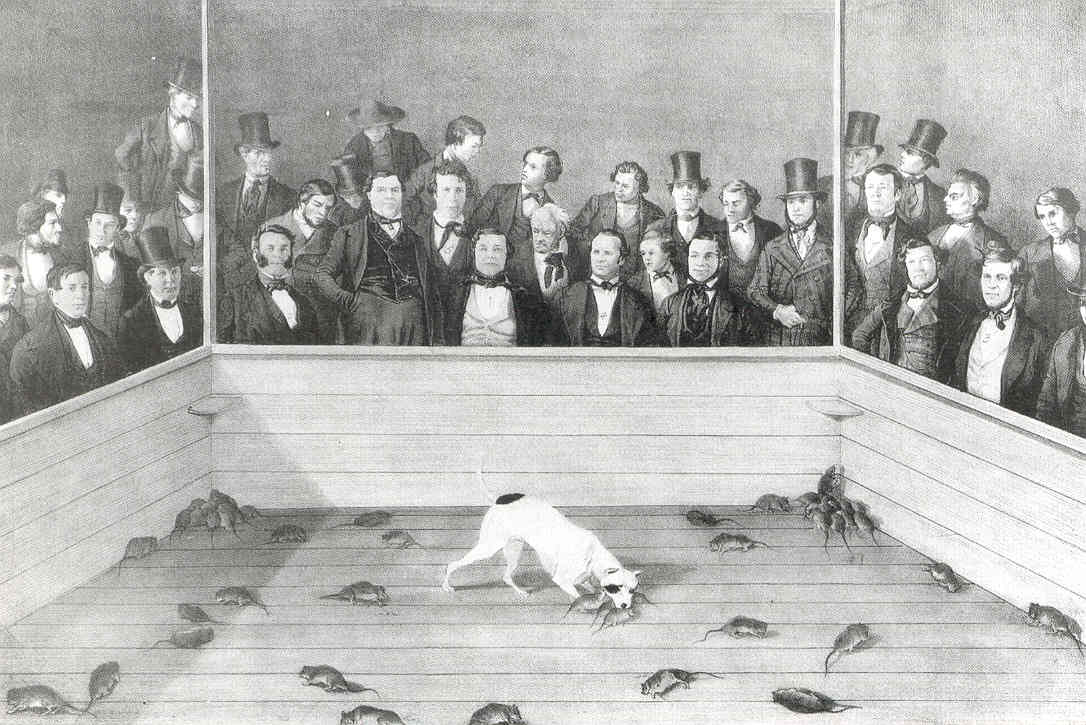
El deporte de sangre, rat-baiting es un antecedente de la práctica de mantener ratas como mascotas.

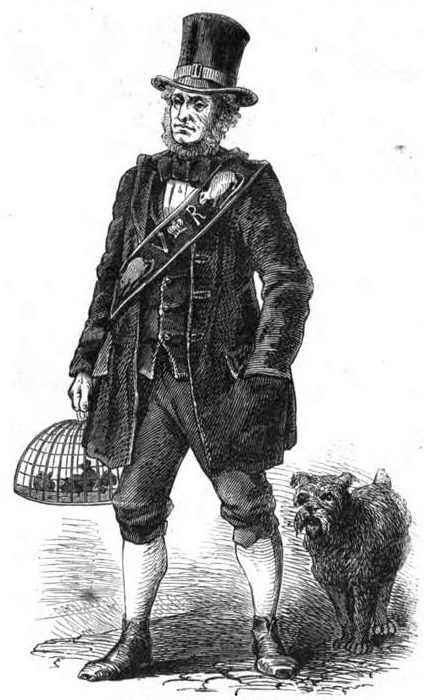
Jack Black se ganaba la vida no sólo de atrapar ratas, sino también de venderlas para uso en rat-baiting.

El origen de la rata doméstica moderna empieza con los cazadores de ratas de los siglos XVIII y XIX que atrapaban ratas por toda Europa. Estos cazadores podían matar a las ratas o, más probablemente, venderlas para ser utilizadas en el deporte de sangre. El rat-baiting era un deporte popular hasta principios del siglo XX. Consistía en llenar una fosa con varias ratas y luego colocar apuestas sobre cuánto tiempo le tomaría a un terrier matar a todas. Se cree que mientras el deporte estaba en su cima, tanto cazadores como deportistas empezaron a quedarse con ratas de colores extraños, que luego pasaron a criar y a vender como mascotas. Los dos hombres que se cree formaron la base del gusto por las ratas domésticas fueron Jack Black, cazador de ratas de la Reina Victoria, y Jimmy Shaw, director de una de las casas de deportes públicas más grandes de Londres. Ellos fueron los responsables de comenzar muchas de las variedades de color existentes hoy en día. Black era conocido por domar las ratas "más bonitas" de colores inusuales, decorándolas con moños y vendiéndolas como mascotas.
Las ratas mascotas como hobby formal y organizado empezó cuando una mujer llamada Mary Douglas pidió permiso para traer sus ratas a una exposición del National Mouse Club en el Aylesbury Town Show, en Inglaterra, el 24 de octubre de 1901. Su rata encapuchada blanca y negra fue nombrada "Lo Mejor del Show" y despertó el interés en el área. Después de la muerte de Douglas en 1921, las ratas mascota pronto volvieron a quedar fuera de moda. El hobby original duró formalmente desde 1912, como parte del National Mouse and Rat Club, hasta 1929 o 1931 cuando la palabra "rata" fue quitada del nombre del club para retornar al nombre original, National Mouse Club. El hobby fue revivido en 1976 con la formación de la National Fancy Rat Society (NFRS) de Inglaterra. Las ratas mascota hoy en día están generalmente disponibles en tiendas y por medio de criadores, y existen varios grupos de entusiastas en todo el mundo.

## Diferencias respecto a las ratas salvajes
La rata doméstica no es lo bastante lejana a la salvaje como para justificar una subespecie distinta. Aun así, existen diferencias significativas que las distinguen, la más visible es la coloración. Las mutaciones aleatorias de color pueden ocurrir en la naturaleza, pero son raras. La mayoría de las Rattus norvegicus silvestres son de un color marrón oscuro, llamado agoutí, mientras que las ratas domésticas pueden ser de cualquier color desde blanco a canela o azul, derivados del agoutí (alelo AA) y el negro (aa).

En cuanto al comportamiento, las ratas mascota son más mansas que las salvajes. Reaccionan con menor brusquedad ante luces y sonidos, toman menos precauciones ante comidas nuevas, y muestran mayor tolerancia a la vida en jaula. Las ratas domésticas se muestran más prontas a aparearse, comienzan más temprano, y continúan por un período más largo de sus vidas. Las ratas domésticas también exhiben comportamientos diferentes cuando pelean unas con otras; mientras que las ratas salvajes casi siempre huyen de una batalla perdida, las ratas enjauladas pasan tiempos prolongados en posición de vientre hacia arriba o posición de boxeo que emplean para determinar el orden jerárquico, pues esta especie tiene un planteamiento de este tipo. Se cree que estos rasgos de comportamiento son productos del entorno y no de la genética, pero al encontrarse también en ratas silvestres, no parece del todo correcto. Aun así, también se teoriza que hay ciertas razones biológicas subyacentes por las cuales algunos miembros de una especie salvaje son más propensos a la domesticación que otros, y que estas diferencias son hereditarias.
La estructura corporal de la rata doméstica también difiere de la rata salvaje. El cuerpo de una rata doméstica es más pequeño, con orejas más grandes, características faciales más agudas y una cola más larga.
Las ratas domésticas tienen una expectativa de vida más larga que las ratas salvajes. Debido a que las ratas domésticas están protegidas de depredadores, tienen acceso a comida, agua, refugio y cuidado médico, su promedio de vida es de dos a tres años, en contraste a la rattus norvegicus salvaje que promedia menos de un año de vida. Aun así, las ratas salvajes generalmente tienen cerebros, corazones, hígados y riñones más grandes que las ratas de laboratorio. La rata doméstica y la rata salvaje corren riesgos de salud diferentes, la rata doméstica corre peligro de desarrollar infecciones como la neumonía por la exposición a humanos, mientras que las ratas salvajes pueden contraer gusanos por entrar en contacto con portadores como cucarachas y pulgas.
Las ratas domésticas también deben ser desparasitadas periódicamente bajo la supervisión de un especialista, al igual que perros, gatos y hurones.

## Comportamiento social
Las ratas son muy sociables y es totalmente esencial para ellas tener al menos un compañero de jaula. No es aconsejable mantener una rata sola a no ser que tenga problemas de salud y deba permanecer apartada durante este tiempo de recuperación o así lo indique un especialista, como por los comportamientos que pueden ser vistos en algunos machos más viejos. Existe el mito de que las ratas cuanto más temprano las ratas se conozcan mejor, pero no es cierto. 

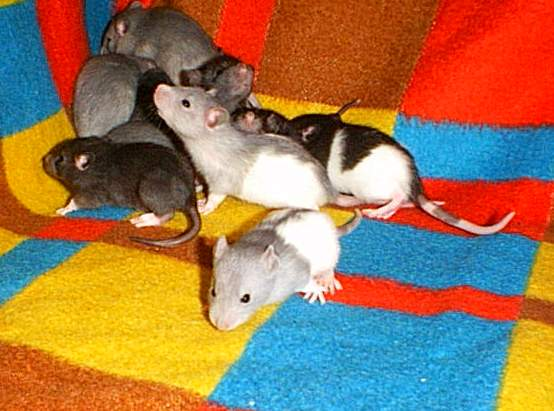
Ratas jóvenes (aproximadamente 3 semanas de edad).

Nunca hay que introducir en la misma jaula ratas que no se conocen previamente, puede haber peleas graves que originen heridas importantes e incluso la muerte. Hay que realizar una serie de pautas y pasos concretos para que ambas ratas se conozcan y comiencen a establecer un vínculo, y también determinen una posición jerárquica para cada una de ellas. Esto puede parecer una pelea muy ruidosa, en la que no hay heridas. Una vez que han determinado cuál es la rata alfa, deberían llevarse bien. En cuanto se acostumbran, comienzan a volverse amistosas unas con otras. Las ratas son generalmente muy amistosas con sus compañeros de jaula, tanto machos como hembras. A veces incluso ayudan o cuidan a un compañero de jaula herido o enfermo.
Las técnicas para integración incluyen llevarlas a terreno neutral para evitar disputas territoriales  una vez se han realizado los pasos previos de acercamiento. El proceso de integración es más fácil con ratas que tienen un carácter más sumiso, pero hay ratas que son buenos líderes y determinan las relaciones de manera muy calmada. En clanes adultos o maduros, donde el alfa ha sido establecido es preferible no introducir nuevos miembros en el clan. A no ser que haya problemas de integración, los dueños deberían mantener en un grupo al menos tres ratas, puesto que las ratas viven en manadas y las manadas empiezan por tres animales.

## Variedades

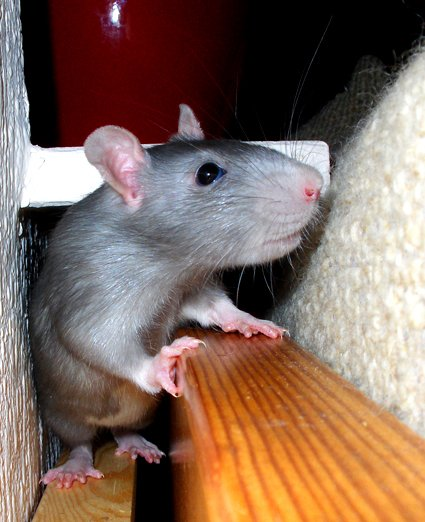
El azul americano es uno de varios colores de pelaje estándar.

Como en otras especies de mascotas, una variedad de colores, tipos de pelaje, y otras características que no son comunes en la naturaleza han sido desarrolladas o han aparecido espontáneamente en mutaciones que posteriormente, se han explotado. Cada individuo puede ser definido según color, pelaje, marcas y tipo de cuerpo. Esto permite clasificaciones muy específicas como un dumbo rex berkshire color canela ojos de rubí.

### Coloración
Mientras algunas ratas mascota mantienen la coloración agoutí de la rata marrón salvaje (tres tonos en el mismo cabello), otros tienen colores sólidos (un color solo en cada cabello), una característica derivada de la rata negra. Colores basados en el agoutí incluyen agoutí dorado, cinnamon o canela, fawn o cervato y muchas otras derivaciones. Colores basados en el negro incluyen, además del negro, azul, beige y chocolate y decenas más.
El color de ojos está considerado como un subconjunto de la coloración, y está determinado por las pigmentaciones propias. Las definiciones por color de pelaje a menudo incluyen estándares para los ojos, ya que muchos genes que determinan el color del pelaje también influyen en el color de ojos o viceversa. La American Fancy Rat and Mouse Association (AFRMA) lista negro, rosa, rubí, y ojo impar u Odd eye (ojos de colores diferentes) como posibles colores de ojos, dependiendo de la variedad de la rata. Rubí se refiere a ojos que a primera vista parecen negros, pero observados de cerca son de un rojo profundo y oscuro, como el vino tinto.
Los nombres de los colores pueden variar para colores de definición más imprecisa, como lila y cervato, también los nombres de los colores estándar pueden fluctuar según diferentes clubes o países.
En otros casos, existen diluciones, como las ratas husky (cuya peculiaridad es que pierden su color con la edad hasta tornar totalmente blancas), las himalayanas (como en un gato himalayo) o y las siamesas (similar al gato siamés). Estas diluciones pueden presentarse en cualquier color agoutí o sólido, además de con cualquier marcaje o variedad corporal.
Las ratas albinas, sin embargo, son, debajo del gen que determina su albinismo, también de cualquier color y marcaje. Por ello, no es raro ver que la descendencia de una rata albina con la de una rata sin antepasados albinos, puede mostrar decenas de combinaciones posibles en sus camadas, en cuando a color y marcaje.

### Marcajes

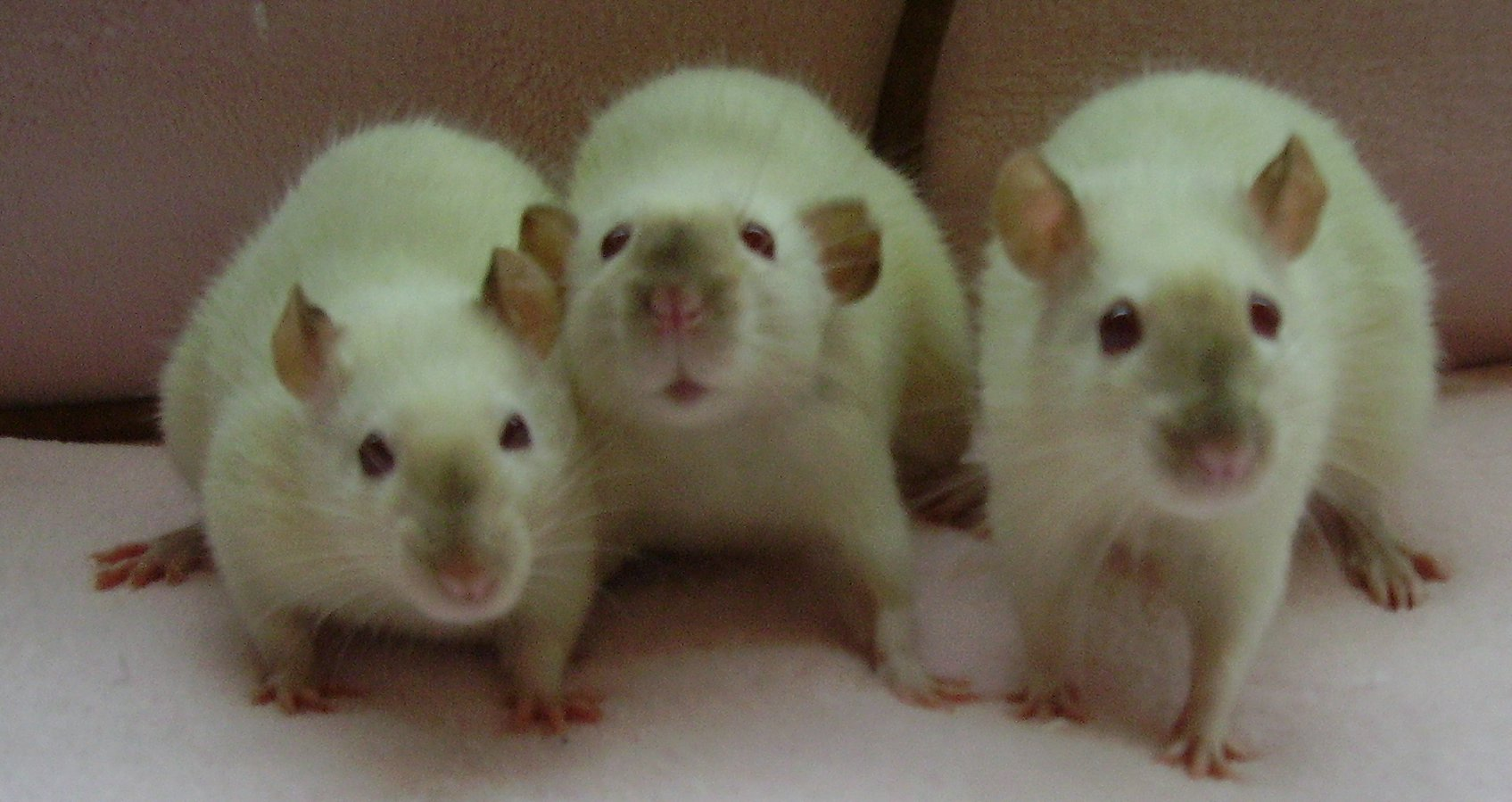
Las ratas himalayas tienen una variación única de color y marcas.

Otra forma de dividir las variedades de ratas domésticas son los diversos tipos de marcajes. Las ratas domésticas pueden tener cualquier combinación de colores y marcajes. Por marcajes se hace referencia a los patrones y proporciones de pelaje de colores en relación con el pelaje blanco. Dos tipos de marcajes extremos serían el self (color no blanco, completamente sólido) y el BEW (completamente blanco no por albinismo, sino por sobremarcaje) 
Los tipos de marcas tienen un estándar estricto, con terminología detallada, para mostrar en espectáculos de mascotas. Aun así, muchas ratas domésticas no son estrictamente criadas para un color estándar en particular. Las tiendas de mascotas muchas veces no se atienen a los estándares reconocidos.
Estándares comúnmente reconocidos incluyen:
- Berkshire – parte superior y laterales de color, vientre y manos de color blanco.
- Hooded – el color únicamente se distribuye en la cabeza y hasta detrás de los hombros y sigue en una línea continua desde la cabeza pasando por la espina dorsal y en ocasiones hasta la cola
- Capped – color en toda la cabeza solamente, hasta detrás de las orejas
- Blazed – cabeza o cuerpo de color con un triángulo o raya blanco en la cara.
- Banded – igual que el hooded, pero con la franja dorsal más ancha, que casi llega a los laterales.
- Irish – con un triángulo equilátero de pelaje blanco en el pecho o entre las patas delanteras en la zona ventral.

Otras variedades de marcas incluyen: dálmata (similar al perro dálmata), essex, masked y downunder (una variedad australiana que tiene una raya de color sólida en el vientre u otra marca allí que se corresponde con las marcas en la parte superior, como si fuera un hooded invertido).

### Cuerpo

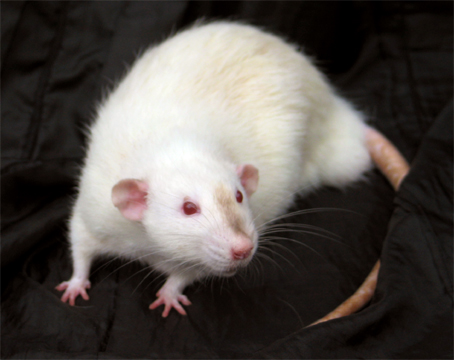
Rata Dumbo macho, una variedad con las orejas más bajas.

Dos de los cambios más prominentes y estandarizados aplicados a las ratas a través de la selección artificial son el desarrollo de los Manx y Dumbo. El Dumbo, originado en Estados Unidos, se caracteriza por tener orejas grandes, redondas y bajas en los costados de la cabeza, fue nombrado por el parecido al elefante de ficción Dumbo. Popularmente se cree que una rata dumbo es más mansa que una estándar, pero esto no es en absoluto cierto. La única diferencia entre estas dos variedades es la posición de sus orejas y el cráneo más redondeado de las ratas dumbo.
Por otra parte, la variedad Manx presenta una ausencia de cola debido a una mutación genética, nombrado como el Gato Manx, con el que comparte esta característica, aunque no necesariamente debido a la misma mutación. Las ratas manx son populares entre "coleccionistas" de ratas, y las granjas de cría de animales domésticos que sirven a las tiendas se aprovechan de ello, por su alto coste. Esto ha provocado que muchas de éstas mutilen a las ratas recién nacidas, amputando sus colas, para posteriormente venderlas como variedad manx, cuando no es así.
Las ratas manx tienen más dificultades para mantener su temperatura corporal, y su equilibrio, ya que la cola es el órgano encargado de estas dos tareas en las ratas. Una rata manx es más propensa a desarrollar problemas de salud.

### Pelaje
Hay una variedad relativamente pequeña de tipos de pelaje en relación con el número de colores y tipos de marcas, y no todos están estandarizados a nivel internacional, pero hay muchos tipos, aun así. El tipo más común es el normal o estándar.  Otros pelajes estándar incluyen: rex, con pelos ondulados, incluidos los bigotes; velveteen, una variación más blanda del rex, con ondas más suaves; satén o silky, es extra-blando y fino, y más brillante; y harley, de pelos largos y lacios, que tienen un aspecto despeinado. También hay tipos de pelaje que se caracterizan por su carencia. Estas ratas, mal conocidas como ratas calvas, egipcias, sphinx o esfinge, árabes o peladas, tienen también algunas variedades.
El pelaje tiene pequeñas diferencias según el sexo por cuestiones hormonales: los machos tienen pelaje más tosco, grueso y áspero, mientras que en las hembras son más suaves y finos por norma general, pero no tiene por qué seguirse este patrón en todos los individuos (también hay ratas hembra de pelaje áspero y ratas machos de pelaje suave).

#### Ratas sin pelo

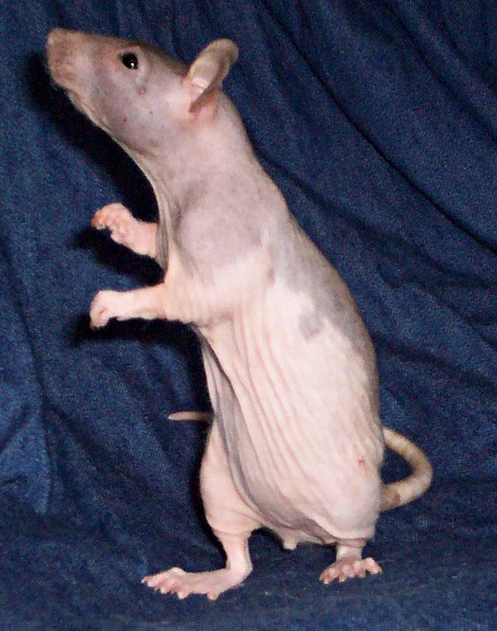
Aunque esta rata es pelada, la pigmentación indica que es una rata encapuchada.

Las ratas sin pelo no son una única variedad, sino que se compone de varios tipos:
- Hairless – totalmente sin pelo, presentan falta de pestañas y de pelos en la cola, y los bigotes pueden ser ligeramente rizados e incluso no tener.
- Fuzzed – muchas veces confundida con hairless, a diferencia de que esta variedad sí presenta ligera pelusilla, especialmente en la parte de la cara, suave y rizada. En los ejemplares más jóvenes, la pelusilla puede mantenerse un tiempo más largo en la zona ventral que en las hairless.
- Doble rex – cuando una rata presenta un doble alelo para el gen rex, su pelo se riza tanto que se parte y deja un aspecto parcheado, con zonas con pelo y zonas sin él, que van rotando por el cuerpo del animal a medida que van sucediendo las mudas.[21][23]
- Doble velvet – idéntico caso al anterior, pero con un doble alelo para el gen velvet en lugar del gen rex.

Las ratas que no presentan pelo en su edad adulta sí nacen con pelo, aunque éste es visiblemente diferente al del resto de variedades y se pierde a las pocas semanas de nacer. Las ratas sin pelo presentan cualquier coloración y marcaje, por lo que pueden mostrar pigmentación en su piel.

### Ética de la cría selectiva
Hay controversia entre los entusiastas de ratas en relación con la cría selectiva. Por un lado, criar ratas para "conformar" a un estándar concreto o para desarrollar uno nuevo fue lo que llevó a la creación de ratas de compañía. Por otro lado, el proceso deja muchas ratas que no "conforman" y son regaladas, vendidas como alimento para reptiles o matadas (culling).
Se cuestiona si criar ratas peladas y ratas sin cola es ético. La cola es vital para el equilibrio de la rata y para ajustar la temperatura corporal. Las ratas sin cola corren mayor riesgo de agotamiento por calor, bajo control de vejiga e intestino, caer de altura, y puede haber un riesgo vital de deformaciones en la región pélvica. De modo similar, las ratas peladas están menos protegidas contra arañazos y contra el frío. Grupos como el National Fancy Rat Society prohíben la exhibición de estas variedades en sus eventos y prohíben la publicidad a través de servicios afiliados.

### Disponibilidad
Debido a que la Rattus norvegicus y otras especies relacionadas son vistas como plagas, su importación es a menudo regulada. Por ejemplo, la importación de roedores está prohibida en Australia, por lo que algunas variedades han sido desarrolladas en paralelo y otras no se pueden conseguir en el país (las ratas peladas y las ratas dumbo no existen en Australia). En otras áreas, como la provincia canadiense de Alberta, considerada libre de ratas, la propiedad de las ratas domésticas fuera de escuelas, laboratorios y zoológicos es ilegal.
La entrada y cría de la especie en otras zonas insulares, como las Islas Canarias, en España, también es ilegal debido al gran impacto que ha tenido esta especie en su ecosistema único. Esto ha sido así, en gran parte, por la falta de predadores de la rata, así como la suelta masiva de ratas domésticas por abandono.

## Salud

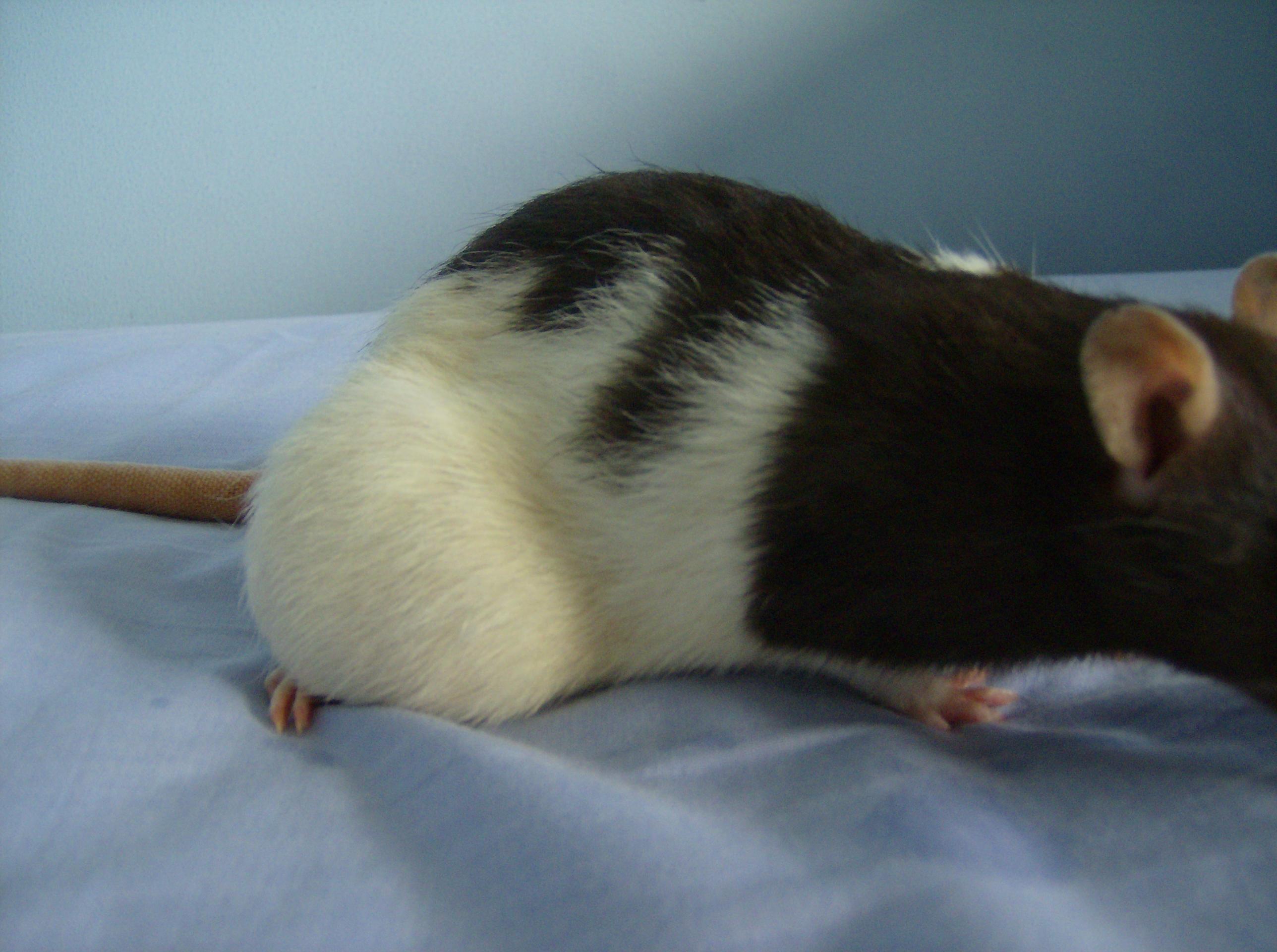
Ratas domésticas de ambos sexos generalmente desarrollan tumores mamarios cuando envejecen. Estos son normalmente benignos, pero los múltiples tumores pueden persistir incluso después de ser extraídos.

Las ratas domésticas son más proclives a ciertos problemas de salud y enfermedades concretas que las salvajes, pero también tienen menores posibilidades de contraer ciertas enfermedades que son comunes en la naturaleza. La susceptibilidad a problemas de salud dependen de la exposición, las condiciones de vida y la dieta.
Las ratas que viven todas sus vidas en ambientes cerrados pueden evitar bacterias que causan enfermedades como la salmonela y el pseudomonas aeruginosa. Pueden también evitar más fácilmente vectores como cucarachas, escarabajos y pulgas que son esenciales para la expansión del tifus murino y los parásitos intestinales. Además, las ratas mascota y las ratas de laboratorio disfrutan de los beneficios intrínsecos de tener comida permanente y dieta bien equilibrada, junto con el acceso a cuidados veterinarios.
Aunque vivir dentro de la casa disminuye el riesgo de contraer ciertas enfermedades, vivir en un espacio reducido con otras ratas, sin posibilidad de buscar protección apropiada de factores medioambientales (p. ej. temperatura, humedad), ser alimentadas con una mala dieta que no cubra sus necesidades nutricionales, y las tensiones asociadas con vivir en una jaula no adecuada, pueden tener un efecto adverso para la salud de la rata y aumentar las posibilidades de contraer ciertos problemas. Específicamente, el Mal de Tyzzer, infecciones protozoicas (p. ej. Giardia muris) y pseudotuberculosis se ven normalmente en ratas jóvenes o estresadas. Además, las ratas mascota están expuestas al estreptococo pneumoniae, una enfermedad cogida de los humanos. Un hongo asociado con el ser humano, Pneumocystis carinii (también encontrado en casi todos los animales domésticos) normalmente no causa síntomas en la rata, a no ser que el sistema inmunitario de la rata esté afectado por enfermedad. Si esto ocurre la infección puede derivar en neumonía.
Varias enfermedades, como la Infección Coronavirus, el virus senday, y el Mycoplasma pulmonis (MRM), prevalecen sencillamente por sus naturalezas altamente contagiosas y se incrementan por la manera en que las ratas son mantenidas en laboratorios, tiendas de mascotas y por criadores no éticos. Cabe aclarar, que aun así, el MRM es mucho menos probable que ocurra en ratas de laboratorio que en las ratas mantenidas como mascotas por su aislamiento, pero no es así si los individuos abandonan este ambiente estéril.
Las ratas mascota también pueden desarrollar tumores pituitarios y de otro tipo si se les da dietas de baja calidad, y ringtail si son mantenidas en áreas con baja humedad o altas temperaturas. Staphylococcus spp. es un grupo mayoritariamente benigno de bacterias que generalmente residen en la parte superior de la piel, pero los cortes y arañazos como causa de las luchas sociales por la jerarquía dentro de la jaula, pueden abrir el paso para que cause dermatitis ulcerosa.
Lo mejor para mantener a las ratas domésticas en buen estado de salud es proporcionarles una dieta adecuada basada en semillas, evitando aquellos ingredientes sintéticos y poco salubres, además de una jaula con amplio enriquecimiento ambiental evitando materiales no higiénicos como la madera, el serrín y la arena, y superficies peligrosas como las rejas. Una revisión periódica en el veterinario especializado para determinar su buen desarrollo y acudir a él en caso de síntomas, así como una desparasitación trimestral, harán de nuestras ratas domésticas una compañía infinitamente agradable.

### Riesgos para los dueños
La tenencia de ratas como mascotas puede venir acompañada del estigma de que las ratas presuntamente transmiten enfermedades peligrosas a sus dueños. Hay quien teme que todas las ratas lleven la peste, cuando de hecho la especie Rattus norvegicus no está siquiera entre la lista de especies consideradas como amenaza. En el 2004, un brote de salmonela en los Estados Unidos fue conectado a personas que poseían ratas mascota. Sin embargo, se ha determinado que la exposición inicial de una rata mascota a la salmonela, igual que a muchas otras enfermedades zoonóticas, indica típicamente la exposición a poblaciones de roedores salvajes, ya sea por una invasión en la casa del dueño, o por la contaminación de la comida o agua servidas a la mascota, por lo que podría haber sido el caso de otro animal o persona el vector.
Otro riesgo para los dueños de ratas es la fiebre de mordisco de rata. Es una enfermedad rara entre ratas domésticas, se encuentra más a menudo en ratas de grandes cadenas de tiendas de mascotas que son reproducidas en masa o de criadores comerciales o particulares que no cuidan a sus ratas de manera apropiada. Esta enfermedad es difícil de notar en la rata, pero se caracteriza por la inflamación del lugar del mordisco o arañazo por donde fue contraída, fiebre, vomitos y dolores corporales. Se contrae al ser mordido o arañado por una rata infectada.